# Louis Quentin de La Vienne
Louis Quentin de La Vienne, marquis de Champcenetz, né le 31 août 1689 à Paris et mort le 10 septembre 1760, est un premier valet de chambre de Louis XV et gouverneur du château de Meudon.

## Biographie
Il est le fils de François Quentin de La Vienne et d'Élisabeth Orceau. Sa famille est originaire de Touraine, Louis XIV anoblit son père par lettres patentes du 29 juin 1681. Bénéficiant des honneurs de la Cour, ce dernier tient notamment les charges de premier barbier et premier valet de chambre du roi. Il est également conseiller du roi et gouverneur des Tuileries et capitaine des chasses de Meudon.
Le 30 septembre 1703, il obtient la survivance de son père et à la mort de ce dernier, il devient premier valet de chambre du roi le 11 août 1710.
Le 23 avril 1736, il obtient la charge de gouverneur des châteaux de Meudon et Chaville, en remplacement du marquis de Pellevé. En 1750, il est fait gouverneur du château de Bellevue.
Le 25 mars 1757, il démissionne de sa charge de premier valet de chambre au profit de son petit-neveu Marie-Louis Quentin de Champlost. Il meurt quelque temps après, le 10 septembre 1760, et est inhumé en l'église Saint-Martin de Meudon.

## Mariage et descendance
Le 1er août 1712, il épouse Louise Trévillon. Ils ont deux enfants :
- Jean-Louis Quentin de Richebourg, marquis de Champcenetz (1723-1813), également gouverneur du château de Meudon, marié à Rose Tessier, dont postérité.
- Marie-Thérèse Quentin de Richebourg († 1761), mariée avec Jean-Baptiste Moufle, dont postérité.